# Bahnhof Oudelande
Der Bahnhof Oudelande (Odl) ist der ehemalige Bahnhof der Ortschaft Oudelande in der niederländischen Provinz Zeeland. Er war Haltepunkt der 1927 von der Spoorweg-Maatschappij Zuid-Beveland (SZB) eingerichteten Ringbahnstrecke Goes – Hoedekenskerke – Goes.
Das Bahnhofsgebäude wurde 1927 an der nördlich des Dorfes vorbeiführenden Trasse im Stil niederländischer Zwischenkriegsarchitektur errichtet. Wie bei den meisten anderen Bahnhöfen der Ringstrecke kam auch hier die Typenbauweise „ZB-Standard“ der SZB zur Ausführung.
Der Haltepunkt wurde mit Inbetriebnahme der Strecke am 19. Mai 1927 eröffnet und nach siebenjähriger Betriebszeit am 15. Mai 1934 wieder geschlossen.
Das Bahnhofsgebäude ist ein schlichter, einstöckiger Satteldachbau auf rechteckigem Grundriss. Neben dem Dienstraum war dort auch eine Wohnung untergebracht. Es zeigt im Erdgeschoss unverputztes Mauerwerk, im oberen Bereich ist es mit Holz verkleidet. Das leicht überstehende Dach ist mit roten Schindeln gedeckt.
Daneben befindet sich ein kleiner, einstöckiger Güterschuppen, der ebenfalls 1927 errichtet wurde und architektonisch dem Stil der Bahnhofstypen an der Strecke folgt.
Beide Objekte stehen aus kulturgeschichtlichen Gründen und wegen ihres Ensemblewertes als Rijksmonument unter Denkmalschutz.